# 지여해
지여해(池汝海, 1591년 7월 12일 ~ 1636년)는 조선 중기의 무신이다. 본관은 충주(忠州), 자는 수지(受之)이다. 고려의 명장 충의군(忠義君) 지용기(湧奇)의 8대손이며, 송시열의 외조부이다. 병자호란 때 철산부사(鐵山府使)로서 남한산성에서 청나라 군사와 싸우다가 순절하여 병조참판 겸동지의금부사에 증직되었다.

## 생애
사과(司果) 벼슬을 지내고 참판(參判)의 벼슬에 추증된 지경담(池景湛)의 아들로 태어났다. 태어나던 날 아버지 지경담에게는 용이 하늘로부터 침실로 날아드는 꿈을 꾼 뒤에 지여해를 낳았다고 한다. 판서(判書) 이기조(李基祚), 감사(監司) 홍명구(洪命耇)와 친분이 있었으며, 계곡(谿谷) 장유(張維 : 인조 때 우의정으로 효종의 장인)와 매우 친하게 지냈다.
무과에 급제하고 1627년 정묘호란 때 영변통판으로 300여 군사를 이끌고 운산의 적을 기습, 패주시켜 승리를 거두었으며 이 전공으로 절충장군(折衝將軍)에 올라 용천부사가 되었으나 모함하는 자의 참소로 의주의 병력으로 충군(充軍)되었다. 배소에 있을 때 가도에 주둔한 명나라 장수 유흥치(劉興治)의 변란에 백의종군하여 큰 공을 세우고 관직에 복귀하여 장연부사, 철산부사가 되었다.
1636년 병자호란 때 체찰사 김류의 비장으로 출전하여 인조가 남한산성에서 청나라 군의 포위 속에 있자 김류에게 출전을 간청하여 임금의 허락을 받고 어영포수(御營砲手) 200여 명을 이끌고 나아가 싸우다 전원이 전사하였다.
인조는 청과 싸우다 죽은 충신 지여해를 당상(堂上)으로 증직하였다.

## 사후
패보를 접한 인조는 매우 슬퍼하며 난이 평정된뒤 인조는 백관을 거느리고 지여해의 묘소를 찾아 크게 제사를 베풀고 가선대부 병조 참판 겸 동지의금부사 오위도총부 도총관을 추증하고 손수 시를 지어 하사하였다. 또한 어명으로 고을 수령(守令)들이 합동으로 크게 제사를 모시게 하고 유림에서도 제사를 모시도록 밭 10결(結:1結은 사방 30보)을 내리고 정려(旌閭)를 세우게 하였으며 그 자손들은 부역과 방역을 면제시키고 관리로 채용하는 한편 그 지방수령으로 하여금 음식을 공급하게 하여 그 충절을 영원히 이어 기리도록 하였다. 청주 남쪽의 노은동 선영에 이장하였고, 시호는 충장공이다. 외손자는 송시열이다.
1713년(숙종 39) 충청북도 청주시 상당구 남일면 은행리(銀杏里)에 지여해(池汝海)의 충절을 기리기 위해 충신각이 세워졌다. 충주 지씨와 은진 송씨 안소당공파 문중에서 묘소와 충신각을 관리하고 있다.

## 같이 보기
- 지여해 충신각 - 청주시 향토유적 제34호

## 가족
- 고조부 : 현감(縣監) 지준(池浚)
- 고조모 : 파평 윤씨(坡平尹氏), 윤필상(尹弼商)의 3녀
  - 증조부 : 시직 지영수(池永洙)
    - 조부 : 첨지중추부사 지운(池芸)
      - 부 : 참판(參判) 지경담(池景湛)

  - 외증조부 : 이조정랑(吏曹正郞) 김진(金鎭)
    - 외조부 : 선교랑(宣敎郞) 김정현(金挺賢)
      - 모 : 김정현(金挺賢)의 딸 김씨(金氏)
      - 처부 : 찰방(察訪) 박순성(朴循性) - 예조정랑(禮曹正郞) 박세호(朴世豪)의 아들
        - 부인 : 고령 박씨(高靈朴氏) 박순성(朴循性)의 딸
          - 장녀 사위 : 송규형(宋奎炯) - 은진 송씨 안소당공파(安素堂公派) 파조
            - 외손자 : 송시열(宋時烈, 1607년~1689년 7월 24일)

          - 차녀 사위 : 성호채(成虎彩)
          - 삼녀 사위 : 이태경(李泰卿)